# Colurella psammophila
Colurella psammophila är en hjuldjursart som beskrevs av Segers och Chittapun 200. Colurella psammophila ingår i släktet Colurella och familjen Lepadellidae. Inga underarter finns listade i Catalogue of Life.